# Bazoumana Koné
Bazoumana Koné (* 13. Dezember 1993 in Hamburg-Langenhorn) ist ein deutsch-ivorischer Basketballspieler. Er spielte in der Bundesliga für Bremerhaven, Ludwigsburg, Gießen und Braunschweig und Würzburg. Seit 2025 steht er beim Mitteldeutschen BC unter Vertrag.

## Karriere
Koné spielte in seiner Kindheit zunächst für den Bramfelder SV und ab 2010 dann für die Junior Phantoms in Braunschweig in der Nachwuchs-Basketball-Bundesliga (NBBL) zusammen mit seinem praktisch gleich alten Jugendfreund Dennis Schröder. Die Juniorenmannschaft des Erstligisten der Herren, der unter anderem neben Schröder mit Daniel Theis ein weiterer späterer deutscher Herren-Nationalspieler angehörte, verlor jedoch das Halbfinale im NBBL-Top-Four 2011 gegen den TSV Tröster Breitengüßbach, dem Nachwuchs des deutschen Meisters Brose Baskets. 
Anschließend wechselte Koné nach Bremerhaven, wo ein Jahr zuvor sein ehemaliger Jugendtrainer Hamed Attarbashi neuer Nachwuchstrainer beim Erstligisten Eisbären geworden war. Unter Attarbashi zogen die Juniorenmannschaft der Eisbären mit Koné ins Finale der NBBL 2012 ein, in dem man dann dem vormaligen NBBL-Vizemeister aus Breitengüßbach unterlag.
In den folgenden beiden Spielzeiten stand Koné im Profikader der Eisbären, wobei er in der Bundesliga-Saison 2012/13 unter Cheftrainer Douglas Spradley sieben und in der Bundesliga-Runde 2013/14 unter Trainer Calvin Oldham 18 Einsätze mit einer durchschnittlichen Spielzeit von gut fünf Minuten pro Spiel hatte. In beiden Spielzeiten verpassten die Eisbären den Einzug in die Play-offs um die deutsche Meisterschaft. 
Hamed Attarbashi, der in der Vorsaison Calvin Oldham bei der Erstligamannschaft als Co-Trainer assistiert hatte, wechselte zur ProA-Spielzeit 2014/15 als Cheftrainer zur neu gegründeten Mannschaft Hamburg Towers, die eine Lizenz für die zweithöchste Spielklasse bekommen hatten. Als eine der ersten Verpflichtungen der neuen Mannschaft wurde Koné zurück nach Hamburg geholt. In seinen beiden Jahren bei den Towers war Koné Leistungsträger und führte die Mannschaft in der Saison 2015/16 in den Kategorien Punkte pro Spiel (14,5), Korbvorlagen pro Spiel (4,1) und Ballgewinne pro Spiel (1,7) an.
Im Juli 2016 wurde er vom Bundesligisten MHP Riesen Ludwigsburg verpflichtet, wo er in 13 Saisonspielen eingesetzt wurde und im Schnitt 3,3 Zähler erzielte. Im Januar 2017 wechselte er zum Ligakonkurrenten Gießen 46ers.
Zur Saison 2017/18 wechselte Koné wieder nach Braunschweig und schloss sich den Basketball Löwen an. Er kam auf 31 Bundesliga-Einsätze, in denen er im Schnitt 19 Minuten auf dem Parkett stand und 7,5 Punkte und 2,8 Assists beisteuerte. 2018 wurde sein Vertrag in Braunschweig um ein Jahr verlängert und er erzielte in der Saison 2018/19 pro Spiel 5,3 Punkte, er kam aber verletzungsbedingt nur 18 Mal zum Einsatz. 2019 verließ er die Löwen.
Im Herbst 2019 nahm er am Draftverfahren der NBA-G-League 2019 teil, wurde dort von Oklahoma City Blue ausgewählt. Koné wurde noch vor dem Saisonbeginn aus dem Aufgebot gestrichen, Ende November 2019 dann zurückgeholt. Er stand in drei Spielen für die Mannschaft auf dem Feld und erzielte im Durchschnitt 4,7 Punkte pro Begegnung, ehe er wegen einer Zehenverletzung ausfiel und am 8. Dezember 2019 erneut aus dem Kader gestrichen wurde. In der Sommerpause 2020 wurde er wieder vom Bundesligisten Basketball Löwen Braunschweig verpflichtet, bei dem sein Freund Dennis Schröder mittlerweile Alleineigner geworden war.
Im September 2021 wurde Koné von Liège Basket (Belgien) unter Vertrag genommen. Für die Mannschaft erzielte er im Schnitt 15,3 Punkte, 3,7 Rebounds sowie 3,6 Korbvorlagen je Begegnung, im März 2022 wechselte er zum italienischen Zweitligisten Reale Mutua Basket Turin. In vier Ligaeinsätzen für Turin brachte er es auf einen Mittelwert von 5,8 Punkten. Im September 2022 vermeldete Zweitligist PS Karlsruhe Konés Verpflichtung. Mit der Mannschaft erreichte er 2023 das ProA-Halbfinale und war im Saisonverlauf mit 15,2 Punkten je Begegnung zweitbester Korbschütze der Karlsruher.
Koné wechselte im Vorfeld des Spieljahres 2023/24 zum Bundesligisten Würzburg Baskets. Knöchelverletzungen machten einen Eingriff notwendig, sodass Koné während der Saison 2023/24 lediglich zwei Bundesliga-Einsätze für die Mannschaft bestritt. In der Saison 2024/25 kam er auf 31 Bundesliga-Einsätze (3,8 Punkte je Begegnung). 2024 und 2025 erreichte er mit den Mainfranken das Halbfinale um die deutsche Meisterschaft. Im Sommer 2025 verließ er Würzburg und wechselte zum Mitteldeutschen BC.

### Nationalmannschaft
2016 wurde Koné von Bundestrainer Henrik Rödl erstmals in die deutsche A2-Nationalmannschaft berufen. Später wurde er ivorischer Nationalmannschaft und nahm 2023 an der Weltmeisterschaft sowie 2025 an der Afrikameisterschaft teil.